# UMF Álftanes
Maillots
L'Ungmennafélag Álftaness ou UMF Álftanes (UMFÁ) est un club islandais omnisports basé à Álftanes. Il comprend des sections de football, d'athlétisme, de basket-ball, de volley-ball de natation et de gymnastique. De sa création en 1946 jusqu'en 2004, le nom du club était Ungmennafélag Bessastaðahrepps. Le 5 mai 2004, le club a ainsi changé de dénomination afin de coller au nom de sa municipalité, Álftanes.
La section football du club évolue en 3. Deild Karla.